# Ácido inosínico
El ácido inosínico (codificado como E-630), denominado también como inosina monofosfato (abreviado en la literatura como IMP), es un nucleótido, específicamente es un nucleósido monofosfato, importante en el metabolismo. Se trata de un ribonucleótido de la hipoxantina y es el primer nucleótido formado durante la síntesis de la purina.  Se forma por la desaminación del adenosín monofosfato (AMP) y su hidrólisis forma inosina. Entre las sales más conocidas se encuentra el inosinato disódico que es empleado igualmente como un potenciador del sabor, suelen ser ambos más potentes que el glutamato monosódico (casi 20 veces más). Se suele encontrar presente en la mayoría de los tejidos animales de mamíferos, sobre todo la concentración de este compuesto crece en los tejidos tras su muerte.

## Función y efectos
El ácido inosínico es un compuesto importante en el metabolismo. Se trata de un ribonucleótido de la hipoxantina y es el primer compuesto formado durante la síntesis de la purina en los organismos. Del ácido inosínico se derivan otros compuestos químicos importantes tal y como nucleótidos de las purinas o el adenosín trifosfato (cuya misión es la de almacenar energía en las células).
Se ha experimentado efectos debido al consumo elevado y/o prolongado de IMP en diferentes tipos de roedores. Su consumo prolongado en humanos causa un elevado índice de ácido úrico y su consumo puede provocar adicción. Estas razones han hecho que se aconseje a la industria alimentaria para que indique el contenido de IMP en las etiquetas de los alimentos procesados.

## Obtención y uso
Se obtiene el ácido inosínico por hidrólisis, seguida generalmente de otras reacciones químicas, a partir de levaduras o de extractos de carne o de pescado. Aparece de forma natural en las carnes de alimentación cuando el animal se sacrifica y se deja posteriormente curar, en algunos casos como en los arenques puede alcanzar concentraciones de hasta 2,8 g/kg., desapareciendo luego con el transcurso del tiempo. Se emplea en alimentación desde los años sesenta como potentes reforzadores del sabor. Por regla general mezclado con glutamato monosódico. A veces las preparaciones culinarias normales proporcionan el IMP, tales son el Dashi japonés. Aparece en las sopas y en los aperitivos en los que se desea realzar el sabor a carne. 
Este aditivo alimentario suele evitarse en los productos vegetarianos debido a que se elabora a partir de productos cárnicos, se reclama que aparezca en las etiquetas de los productos vegetales para que sea posible elegir su consumo.